# CC Téllez
Cecilia (C.C.) Téllez es una corredora de fondo boliviana y defensora de los derechos civiles LGBTQ. Téllez se graduó en el instituto Wissahickon High School de Ambler (Pensilvania), y obtuvo una licenciatura en Administración de Empresas por la Universidad de Bloomsburg de Pensilvania, donde fue miembro del Club de Rugby Femenino de la Universidad de Bloomsburg (BUWRFC).
Téllez fue nombrada una de las 48 líderes LGBTQ+ más influyentes para 2024 por el Philadelphia Gay News.
Téllez es lesbiana y procede de La Paz. En 2020 residía en Lafayette Hill, Pensilvania.

## Defensa y liderazgo
Téllez ha realizado importantes contribuciones tanto a la comunidad LGBTQ+ como al mundo del running. Es la fundadora del club de running Lez Run. Es codirectora de carrera y cofundadora de la Philadelphia Pride Run. Como embajadora de Athlete Ally, Téllez promueve activamente la inclusión en el deporte. Anteriormente fue directora asociada de programación LGBTQ para Students Run Philly Style.
En 2024, los comisionados del condado de Montgomery la designaron para la primera Comisión del condado de Montgomery sobre Asuntos LGBTQIA+, una comisión no partidista y apolítica.

## Defensa en el atletismo

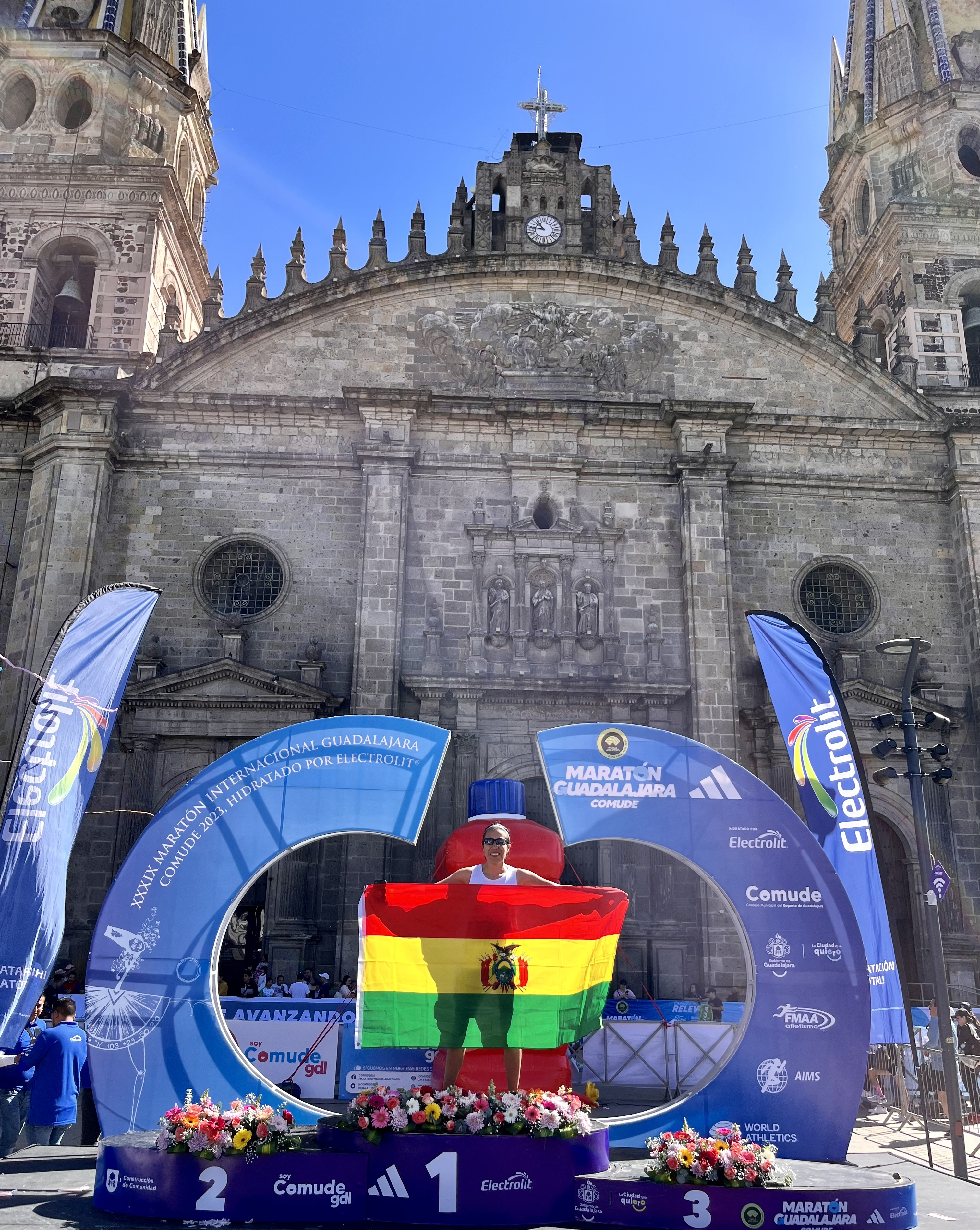
Medalla de Oro de los Juegos Gay de México 2023 del CC Tellez

La defensa de Téllez ha impulsado la adopción de la inclusión racial no binaria y la inscripción con premios equitativos en eventos como la Carrera de Distancia de Filadelfia (PDR). Tras la innovadora inclusión de la PDR, la Carrera Blue Cross Broad Street, el Maratón de Filadelfia y los siete maratones más importantes del mundo, incluyendo Berlín, Boston, Chicago, Londres, Nueva York, Tokio y Sídney, le siguieron poco después.
El Fondo del Legado del Valle de Delaware (DVLF) honró a Téllez con el Premio al Héroe en reconocimiento a su labor en la promoción de la inclusión LGBTQ+. Se une a un grupo de anteriores galardonados con el Premio al Héroe del DVLF, entre ellos la Fundación Filadelfia, GLSEN, Giovanni's Room, Barbara Gittings y Kay Lahusen, Gloria Casarez, los representantes estadounidenses Patrick Murphy y Mary Gay Scanlon, la filántropa Mel Heifetz, el atleta olímpico Johnny Weir, la almirante Dra. Rachel Levine y el gobernador de Pensilvania Ed Rendell, entre otros.

La DVLF elogió los esfuerzos transformadores de Téllez y afirmó:
C.C. ha sido fundamental en la promoción de la aceptación LGBTQ+ en el mundo del running. Sus esfuerzos por la inclusión no binaria dieron como resultado que las carreras adoptaran políticas más inclusivas, incluida la Philadelphia Distance Run, la primera carrera pública en ofrecer inscripciones no binarias con premios iguales. Desde que ayudó a generar este cambio, en 2022, la Blue Cross Broad Street Run y la Maratón de Filadelfia, junto con cinco de las seis maratones más importantes del mundo, incluidas las de Boston y Berlín, han adoptado esta política.

## Logros atléticos
- 2017 Women's Right to Run 19k: Téllez ganó el primer lugar en esta carrera en Seneca Falls, Nueva York, que celebra la 19.ª Enmienda que ordena el sufragio femenino. [24]
- Maratón de Buffalo 5k 2022: Téllez y Jenner Selig se convirtieron en las primeras mujeres en asegurar los dos primeros puestos generales en esta carrera. [25] [26]
- XI Juegos Gay 2023 en Guadalajara, México: Representando a Bolivia, Téllez ganó la medalla de oro en el maratón femenino. Esta fue la primera vez que los Juegos Gay se celebraron en Latinoamérica, un evento reconocido como el mayor evento deportivo y cultural mundial para la comunidad LGBTQ+. [27] [28]